# Eclissi solare del 12 agosto 1942
L'eclissi solare del 12 agosto 1942 è stato un evento astronomico che ha avuto luogo il suddetto giorno attorno alle ore 02:45 UTC. Tale evento ha avuto luogo in alcune aree dell'Antartide. L'eclissi del 12 agosto 1942 divenne la seconda eclissi solare nel 1942 e la 98ª nel XX secolo. La precedente eclissi solare si è verificata il 16 marzo 1942, la seguente il 10 settembre 1942.

## Percorso e visibilità
Questa eclissi solare parziale si è manifestata nella parte dell'Antartide vicino all'Australia.

## Eclissi correlate

### Eclissi solari 1942 - 1946
Questa eclissi è un membro di una serie semestrale. Un'eclissi in una serie semestrale di eclissi solari si ripete approssimativamente ogni 177 giorni e 4 ore (un semestre) in nodi alternati dell'orbita della Luna.